# Tajba
Tajba je jezero, které tvoří mrtvé rameno Bodrogu v katastrálním území obce Streda nad Bodrogom. Je součástí národní přírodní rezervace, která má rozlohu 27,36 ha.

## Ochrana přírody
Představuje ukázku dnes už vzácných pozůstatků bažinatých společenstev na území Mezibodroží. Vyskytuje se tu a pravidelně se rozmnožuje kriticky ohrožená (vedená v Červené knize) želva bahenní a vodní ptactvo.

### Želvy bahenní

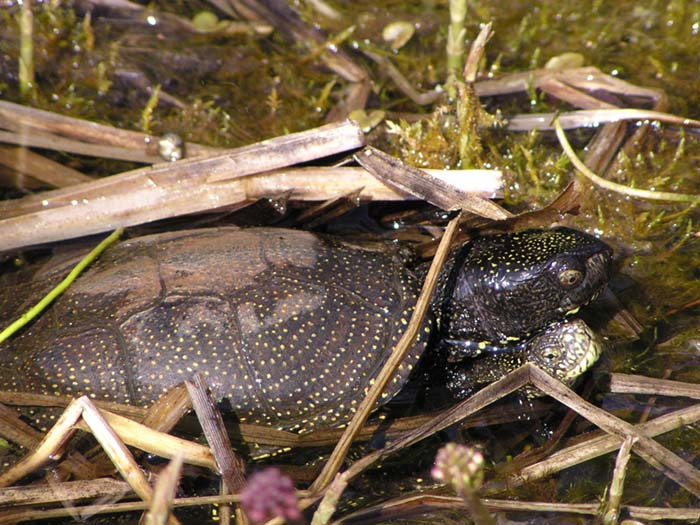

Výskyt želv bahenních na východním Slovensku je vázaný na rezervaci Tajba. Sestupný trend populace si vynutil uvažovat o jejich územní ochraně. Založení rezervace Tajba navrhl dr. Štollmann. Dne 25. května 1966 byla schválená SNR. Tím se právně zabezpečila územní ochrana želvy bahenní na jediné reprezentativní lokalitě Východoslovenské nížiny. RNDr. Jozef Voskár při pozorováních v roce 1986 zaznamenal výskyt želv jen v těch částech rezervace, které byly mimo přímý dosah splašků z PNZP a mimo dosah olejové havárie. O svých pozorováních napsal: Na jednom z úseků rezervace v délce asi 150 m jsme pozorovali celkově 5 dospělých (20–25 cm) asi 20 m od sebe vzdálených jedinců a několik želv menší velikosti. Populace je dynamická, má zastoupené všechny věkové kategorie.

### Problémy
Ochrana přírody v rezervaci Tajba nebyla bez problémů.
- Těsně před jejím vyhlášením začala v části připravované rezervace těžba dna mrtvého ramena a jeho vápnění. V roce 1970 se v Tajbe začala stavět odchovna pro polodivoký chov kachen, a až dodatečně se řešila s ekology. Nejzávažnější zásah nastal při havárii topných olejů v PNZP v Strede nad Bodrogom, které odtekly odpadním kanálem přímo do jižní části rezervace.
- Potom ale nastala pro Tajbu další katastrofa. Bylo upravováno koryto řeky Bodrog a hladina vody začala klesat. Největší pokles, který trvá dodnes (2006), je v části, kam se přestěhovala celá populace želv, a která je mimo dosah olejové havárie. To želvám znemožnilo dostat se na místo, kde kladly vejce.

## Chráněné území
Tajba je národní přírodní rezervace v oblasti Latorica. Nachází se v okrese Trebišov v Košickém kraji. Území bylo vyhlášeno či novelizováno v roce 1966 na rozloze 27,3600 ha. Ochranné pásmo nebylo stanoveno.